# Chesya Burke
Chesya Burke és una editora, professora i autora de còmic i ficció especulativa, més notablement horror i fantasia fosca, afroamericana estatunidenca. Ha publicat més de cent articles en revistes i antologies com Clarkesworld, Nightmare Magazine i Stories for Chip: A Tribute to Samuel R. Delany. El 2011 va publicar la seva col·lecció d'història curta Let's Play White i el 2015 va publicar la seva primera novel·la The Strange Crimes of Little Africa. Nikki Giovanni ha comparat la ficció de Burke a la d'autors com d'Octavia Butler i Toni Morrison.

## Vida
Burke va créixer a Hopkinsville, Kentucky. Va estudiar estudis africans i anglès a l'Agnes Scott College i un màster en estudis afroamericans a la Universitat Estatal de Geòrgia. Va fer la seva tesi de màster sobre el personatge de Storm dels X-Men. A l'actualitat està estudiant un doctorat en anglès a la Universitat de Florida. Burke és activa en comunitats literàries i feministes, per exemple servint tan vicedirectora de la Junta directiva del Charis Circle, el programa no comercial de la llibreria independent d'Atanta Charis Books & More.

## Ficció
El 2011 Apex Publications li va publicar la seva primera història curta Let's Play White. Aquesta publicació va rebre bones crítiques a Midwest Book Review, Austin Post i a Publishers Weekly.
A finals de 2015 l'editorial RothCo Press li va publicar la seva primera novel·la, The Strange Crimes of Little Africa. Aquesta novel·la és una història que passa durant Harlem Renaixement de la dècada del 1920 i presenta una detectiu negra que s'adona de "que podria haver de sacrificar la llibertat del seu cosí quan descobreix evidències de que el seu pare, podria ser assassinat." Sembla que la novel·la semblaria una versió fictícia de Zora Neale Hurston.

## Recepció crítica
Burke és coneguda per barrejar diversos gèneres en les seves obres. Crítics com Barnes and Nobles Book Club han afirmat que la seva escriptura "que té és lírica però també té al mateix temps foscor i dolor" Samuel R. Delany l'ha esmentat com una "nova mestra formidable del macabre" mentre que el poeta Nikki Giovanni ha comparat l'escriptura de Burke amb la d'Octavia Butler i Toni Morrison
Una classe d'estudiants universitats de la Universitat Estatal de Michigan han creat una pàgina web de temes de la seva col·lecció d'històries curtes a través de les lents del feminisme negre.

## Assaig i edició
Burke ha escrit assajos i articles per a diverses revistes i antologies, entre les que hi ha Clarkesworld, Nightmare Magazine i el African American National Biography Project.

## Obres

### Novel·les
- The Strange Crimes of Little Africa, RothCo Press (desembre de 2015)

### Col·leccions i antologies
- Let's Play White, Apex Publications (2011)
- Hidden Youth: Speculative Fiction from the Margins of History (2016) (editora juntament amb Mikki Kendall).

### No ficció
- "The H Word: The H is for Harassment (a/k/a Horror's Misogyny Problem)," Nightmare Magazine (2014)[15]
- "Super Duper Sexual Spiritual Black Woman," Clarkesworld (2012)[16]
- "Race and the Walking Dead" (2011)

### Històries curtes
- "Shiv", Outside, a graphic anthology of new horror fiction with art by Jennifer Y Cruté, Ash Pure and Topics Press (2017)
- "In the Quad of Project 327," Cassilda's Song edited by Joseph S. Pulver, Sr. (forthcoming in 2016)
- "Cut. Pour.", The Daughters of Inanna, Thunderstorm Books (2015)
- "For Sale: Fantasy Coffin (Ababuo Need Not Apply)," Stories for Chip: A Tribute to Samuel R. Delany (2015)[3]
- "Please, Momma," Nightmare Magazine (2015)
- "I Make People Do Bad Things," Nightmare Magazine (2014)
- "The Horror at Castle Cumberland," Letters to Lovecraft: Eighteen Whispers to the Darkness, Stone Skin Press (2014)
- "Mountaintown," Shadows Over Main Street edited by Doug Murano & D. Alexander Ward, Hazardous Press (2014)
- "The Teachings and Redemptions of Ms. Fannie Lou Mason," Apex Publications, (2011)
- "CUE: Change," Apex Publications, (2011)
- "Purse," Apex Publications, (2011)
- "What She Saw When They Flew Away," Apex Publications, (2011)
- "I Make People Do Bad Things," Apex Publications, (2011)
- "Walter and the Three-Legged King," Apex Publications, (2011)
- "The Unremembered," Dark Faith (2010)
- "My Sister's Keeper," Whispers in the Night edited by Brandon Massey, Dafina Press (2007)
- "The Light of Cree," Voices From the Other Side (2006)
- "He Who Takes Away the Pain," Dark Dreams (2004)
- "The Room Where Ben Disappeared," Would That It Were (2004)
- "Chocolate Park," Undaunted Press (2004)